# Blåkindad honungsfågel
Blåkindad honungsfågel (Entomyzon cyanotis) är en fågel i familjen honungsfåglar inom ordningen tättingar.

## Utbredning och systematik
Blåkindad honungsfågel delas in i fyra underarter:
- Entomyzon cyanotis albipennis – förekommer i norra Australien (Kimberley, Western Australia till nordvästra Queensland)
- cyanotis-gruppen
  - Entomyzon cyanotis harterti – förekommer på södra Nya Guinea (Trans Fly-låglandet)
  - Entomyzon cyanotis griseigularis – förekommer i norra Queensland (Cape York-peninsulan)
  - Entomyzon cyanotis cyanotis – förekommer i östra Australien (östra och centrala Queensland till Victoria och sydöstra South Australia)

Sedan 2016 urskiljer Birdlife International och naturvårdsunionen IUCN albipennis som den egna arten "vitfjädrad honungsfågel". 

## Status
IUCN hotkategoriserar underartsgrupperna (eller arterna) var för sig, båda som livskraftiga.

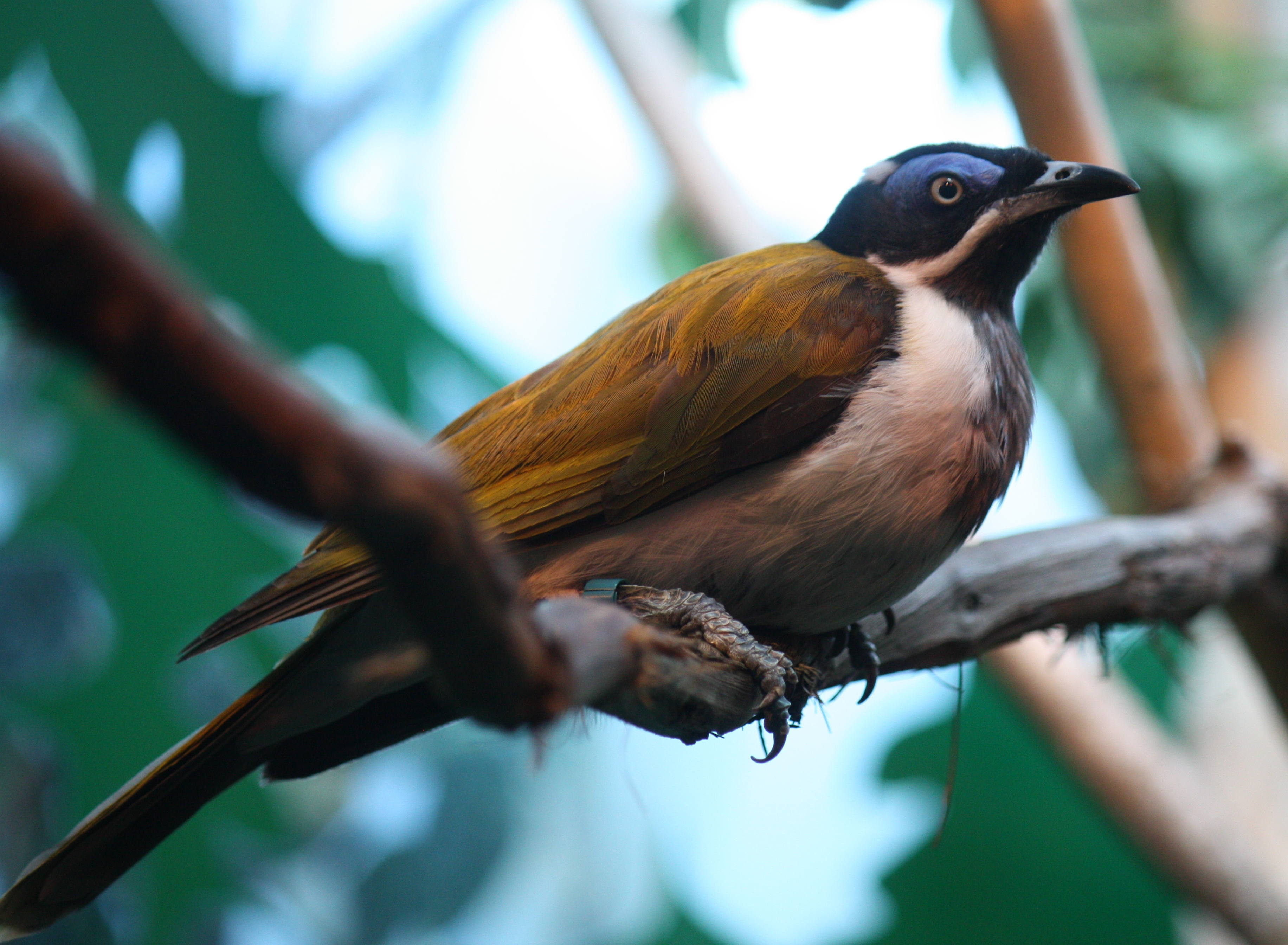
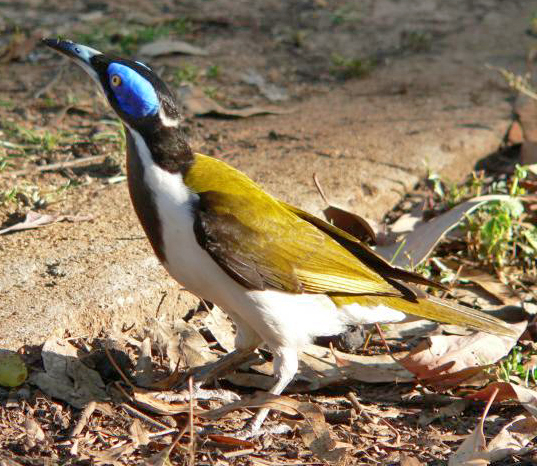
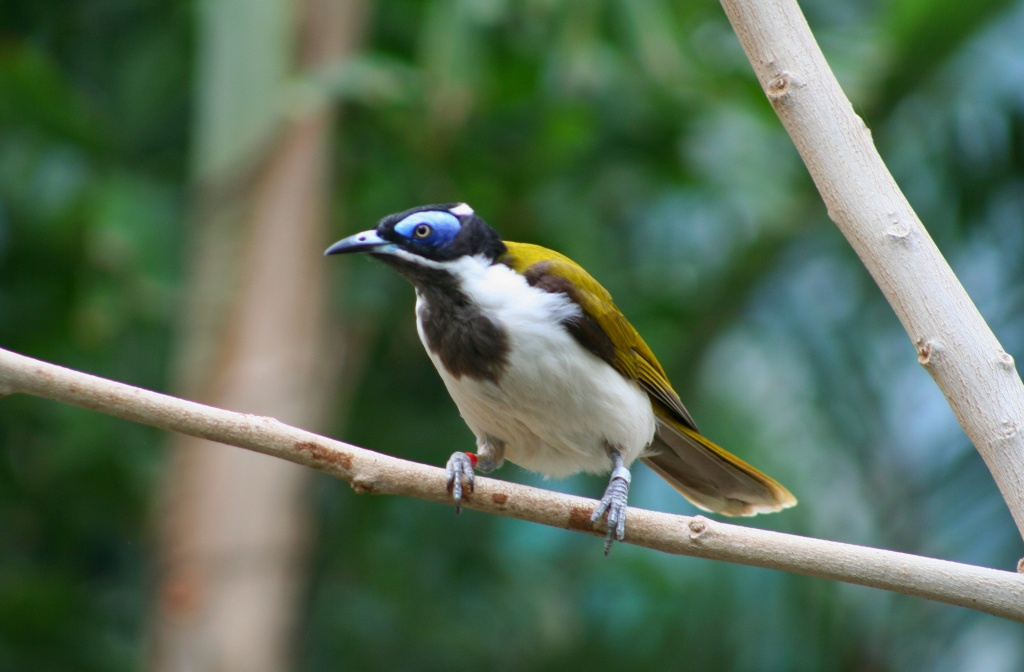
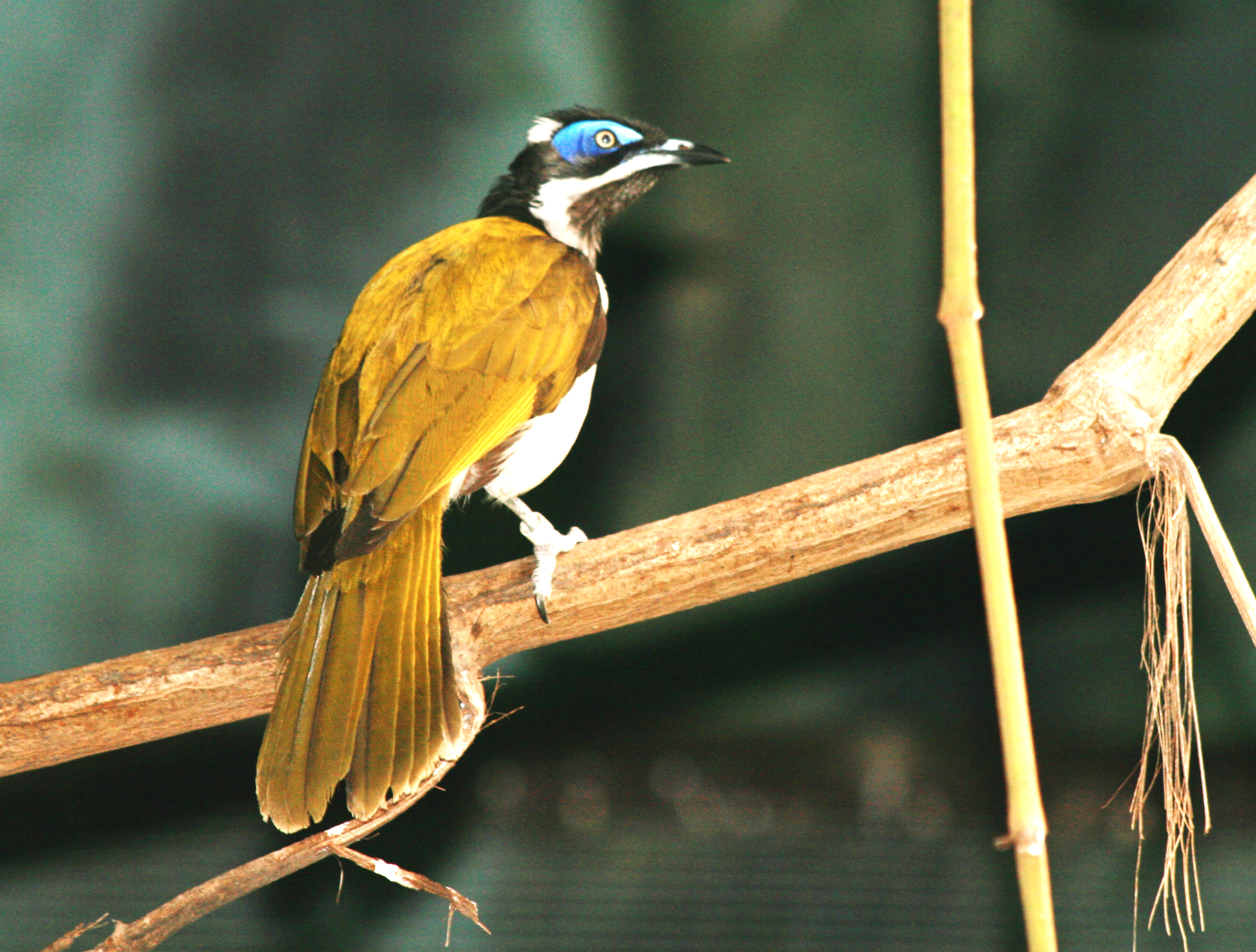
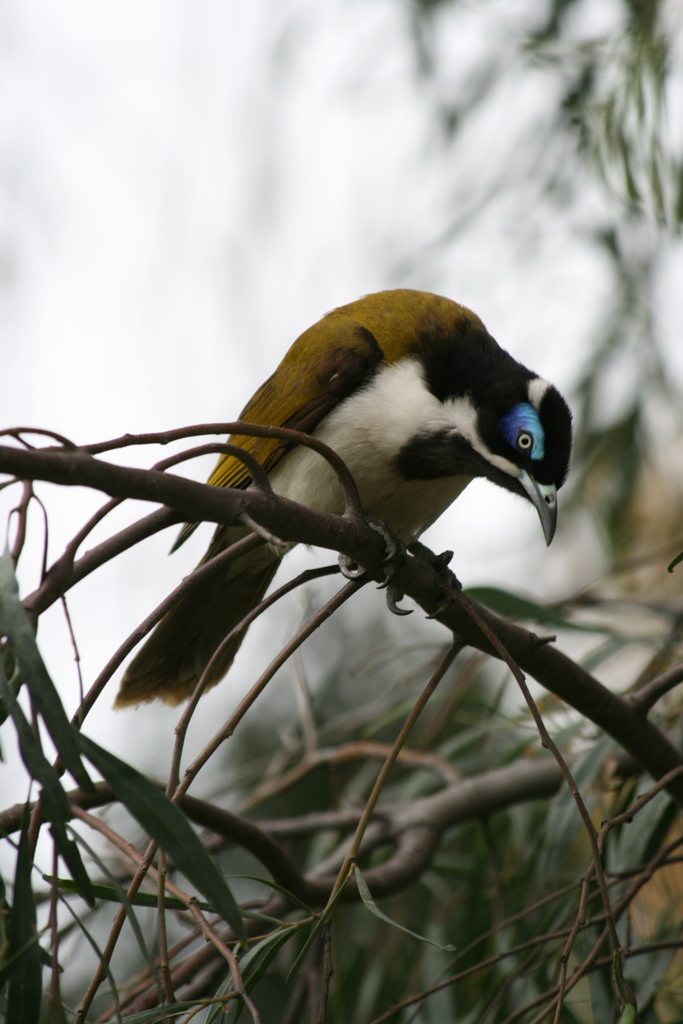